# Strada statale 39 del Passo di Aprica
La strada statale 39 del Passo di Aprica (SS 39) è una strada statale che collega la Valtellina (SO) alla Val Camonica (BS) tramite l'omonimo passo.

## Storia
La strada statale 39 venne istituita nel 1928 con il seguente percorso: "Tresenda - Aprica - Edolo."

## Percorso
Ha origine a Tresenda dalla strada statale 38 dello Stelvio e, toccando i comuni di Villa di Tirano, Aprica e Corteno Golgi, termina a Edolo (BS), innestandosi nella strada statale 42 del Tonale e della Mendola, dopo un percorso di 29,080 km.
Il passo si trova ad un'altezza di 1181 m s.l.m. e ciò la rende la più agevole via di comunicazione tra le due grandi valli alpine lombarde. Le alternative sono, infatti, il Passo del Mortirolo (1852 m s.l.m.) e il Passo di Gavia (2621 m s.l.m.), che sono soggetti a chiusure invernali e presentano tracciati molto più impegnativi.
Nel corso del 2008 sono stati effettuati interventi migliorativi dell'ANAS sul versante valtellinese (allargamento zona Valmane), mentre nel 2012 e nel 2013 sono stati aperti due tratti di nuova galleria sul versante camuno per bypassare, rispettivamente, il Corno Tagliato e il torrente San Sebastiano in comune di Edolo e la strettoia all'ingresso di Corteno Golgi.
I lavori di costruzione della strada iniziarono nel 1848 su iniziativa del governo austriaco del Regno Lombardo Veneto per poter evitare il passo dello Stelvio, impraticabile per molti mesi l'anno. La strada fu progettata da Giovanni Donegani, figlio di Carlo Donegani progettista delle strade dei passi dello Stelvio (SS 38) e dello Spluga (SS 36), basandosi sui rilievi effettuati dal padre. La strada fu terminata dagli Austriaci proprio alla vigilia della II Guerra d'Indipendenza, che li avrebbe definitivamente cacciati dalla Lombardia.